# Kaiō Hiroyuki
Kaiō Hiroyuki (jap. 魁皇 博之; * 24. Juli 1972 in Nōgata, Präfektur Fukuoka als Hiroyuki Koga (古賀 博之 Koga Hiroyuki)) ist ein ehemaliger japanischer Sumōringer, der von 1988 bis 2011 aktiv war.
Kaiō erzielte die zweitmeisten Siege in der ersten Makuuchi-Division (879) sowie im Sumō allgemein (1047). Zudem hat er nach Kyokutenhō Masaru die zweitmeisten Kämpfe in der obersten Klasse ausgetragen (1444). Den zweithöchsten Ōzeki-Rang hielt er über einen Zeitraum von 65 Turnieren (geteilter Rekord). Kaiō gewann insgesamt fünf Yūshō in der obersten Division, womit er der Kämpfer mit den meisten Turniersiegen ist, der nie zum Yokozuna befördert wurde.

## Karriere

### Aufstieg in die Sanyaku
Kaiō begann seine Karriere im März 1988 beim Tomozuma-Stall. Dabei sah er sich starker Konkurrenz ausgesetzt, da zeitgleich die späteren Yokozuna Akebono, Wakanohana und Takanohana (im Folgejahr zusätzlich Musashimaru) ihre Laufbahn starteten. Im Gegensatz zu ihnen verlief Kogas Aufstieg etwas langsamer, doch wurde auch er im Januar 1992 mit seinem Einstieg in die zweite Jūryō-Division Sekitori, woraufhin er den Kampfnamen Kaiō annahm.
Im Mai 1993 stieg Kaiō in die erste Makuuchi-Division auf, konnte sich aber nicht auf Anhieb etablieren. Nach seiner Rückkehr blieb er dafür ab dem November-Turnier 1993 ununterbrochen Mitglied der höchsten Klasse. Der nächste sportliche Schritt verlief rasch und im Mai 1994 war Kaiō zum ersten Mal Sanyaku. Bis zum Jahr 2000 war er für 32 Turniere entweder Sekiwake oder Komusubi, häufiger als jeder andere Sumōkämpfer bis auf Kotonishiki (34). Viermal musste Kaiō in diesem Zeitraum kurzzeitige Abstiege in die oberen Maegashira-Ränge hinnehmen, teilweise als Folge von Verletzungen. Ebenfalls bei vier Gelegenheiten erzielte Kaiō als Zweitplatzierter bei Turnieren (Jun-Yūshō) Achtungserfolge, erstmals beim November-Turnier 1996 in seiner Heimatpräfektur.

### Kampf um die Yokozuna-Beförderung
Sein endgültiger sportlicher Durchbruch erfolgte im Mai 2000, als er das Natsu-Basho mit 14-1 für sich entschied. Nach weiteren konstanten Leistungen wurde Kaiō schließlich im September 2000 erstmals als Ōzeki geführt. Diesen Rang hielt er ununterbrochen bis zu seinem Karriereende über insgesamt 65 Turniere, was ansonsten nur Chiyotaikai geschafft hat. 2001 gewann Kaiō zwei Yūshō (März, Juli), war jedoch beim Mai-Turnier verletzt, wodurch er die Beförderung zum höchsten Yokozuna-Rang verpasste. Ein weiterer Titel folgte im Juli 2003.
Zwischen 2000 und 2003 hatten Kaiōs langjährige Rivalen Wakanohana, Akebono, Takanohana und Musashimaru ihre Karrieren jeweils beenden müssen. 2004 kam Kaiō der Yokozuna-Beförderung näher als jemals wieder in seiner Karriere: Im September gewann er sein fünftes Yūshō mit 13-2 Siegen. Beim Folgeturnier im November blieb er aber einen Sieg hinter dem neuen Yokozuna Asashōryū zurück und wurde abermals nicht befördert. Der Sumō-Verband hätte alternativ auch 13 Siege ohne Turniergewinn als Kriterium für eine Beförderung akzeptiert, doch verfehlte Kaiō diese Marke um einen Erfolg. Dies war das elfte und gleichzeitig letzte Jun-Yūshō in seiner Karriere, zusätzlich zu seinen insgesamt fünf Yūshō. Gemessen an seinen Turniersiegen ist er damit der erfolgreichste Kämpfer, der nie zum Yokozuna befördert wurde. Im Januar 2005 bekam Kaiō nochmals die Chance, sich mit 13 Siegen die Beförderung zu sichern, doch musste er das Turnier verletzt abbrechen.

### Dauerhaftigkeits-Rekorde
Kaiō blieb weiterhin einer der stärkeren Sumōtori im Feld, konnte aber ab 2005 nicht mehr entscheidend in den Kampf um die Turniersiege eingreifen, da der Sport von Asashōryū und Hakuhō dominiert wurde. Mehrere Verletzungen machten Kaiō zu schaffen. Insgesamt dreizehn Mal war er als Ōzeki abstiegsgefährdet (kadoban), häufiger als jeder andere bis auf Chiyotaikai, konnte die Rückstufung aber jeweils durch ein Kachi-koshi abwenden.
Dafür gelang es Kaiō in seiner späteren Karriere, mehrere Dauerhaftigkeits-Rekorde aufzustellen. Ab dem Januar-Turnier 2010 hielt er zeitweise den Rekord für die meisten Siege in der Makuuchi-Division. Am letzten Tag des Mai-Turniers 2010 errang er den 1000. Sieg seiner Karriere, eine Marke, die vor ihm nur Yokozuna Chiyonofuji erreicht hatte. Am 20. Juli 2011, während des Nagoya-Basho, erklärte Kaiō sein Karriereende.